# D-dimer
D-dimer är en nedbrytningsprodukt av fibrin, ett litet proteinfragment som förekommer i blod efter att en blodpropp har brutits ner genom fibrinolys. D-dimerkoncentrationen kan bestämmas genom ett blodtest för att ställa diagnosen trombos. Sedan det infördes på 1990-talet har det blivit ett viktigt test att genomföra på patienter med misstänkt trombosrubbning. Medan ett negativt resultat i praktiken utesluter trombos, kan ett positivt svar indikera trombos, men utesluter inte andra orsaker. Därför är det huvudsakliga användningsområdet att utesluta trombossjukdom när sannolikheten är låg.

## Indikationer
D-dimer används när det finns misstanke om djup ventrombos (DVT), lungemboli (LE) eller Disseminerad intravasal koagulation (DIC).
För DVT och LE finns det flera system med poängskalor för att avgöra sannolikheten för dessa sjukdomar, det bästa introducerades av Wells i en avhandling 2003.
- Vid ett väldigt högt poängresultat kommer D-dimer inte spela någon stor roll och antikoagulationsbehandling startas oavsett testresultat, och fortsatt testning för DVT och LE kan genomföras.
- Vid ett genomsnittligt eller lågt resultat:
  - Ett negativt D-dimerresultat utesluter i praktiken trombos: i vilken utsträckning D-dimerresultatet minskar sannolikheten för trombos beror på hur testet är utformat.
  - Om det blir ett högt D-dimervärde krävs ytterligare tester för att bekräfta trombos. Om antikoagulationsbehandling startas redan här eller senare i avvaktan på fler testresultat är beroende av den kliniska bilden.

På vissa sjukhus görs en poängbedömining innan testet utförs, och endast om det blir ett lågt eller medelresultat utförs testet, detta för att undvika att köra testet i onödan.

## Referensområde
För de flesta metoder är intervallet för normalvärden 0-300 ng/ml. Värden som överstiger 250, 300 eller 500 ng/ml (olika beroende på metod) bedöms som positiva.

## Princip

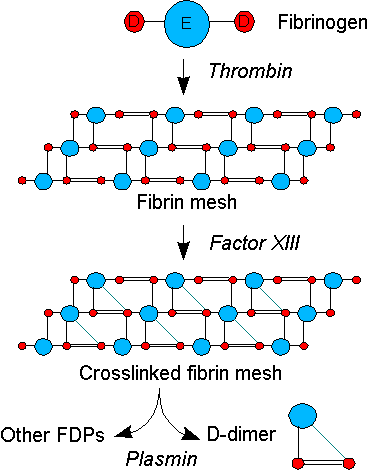
Principer för analys av D-dimer

Produkter från nedbrytning av fibrin bildas när fibrin bryts ned av enzymer, till exempel plasmin. Att bestämma mängden av produkter från fibrinets nedbrytning anses inte vara så användbart eftersom det inte kan berätta om fibrinet är en del av koagel eller och det har tillkommit på grund av en inflammation.
D-dimer är unika i och med att de är nedbrytningsprodukter av ett fibrinnät som har stabiliserats av faktor XIII, som länkar samman E-elementet till två D-element, vilket är det sista steget i skapandet av trombos.
Plasmin är ett enzym som bryter ned fibrin och därmed bryter ned koagel och fibrinnät. Den kan däremot inte bryta ner bandet mellan en E- och två D-enheter. Det proteinfragment som blir kvar är D-dimer.